# Tenrec d'arrossar central
El tenrec d'arrossar central (Oryzorictes hova) és una espècie de tenrec d'arrossar endèmica de Madagascar. Els seus hàbitats naturals són els boscos terres baixes humits tropicals o subtropicals, les montanes humides tropicals o subtropicals, aiguamolls, llacs d'aigua dolça, terres irrigades i terres agrícoles inundables. Està amenaçat per la pèrdua d'hàbitat.